# Chicklade
 (septembre 2023).
Chicklade est une paroisse civile et un village du Wiltshire, en Angleterre.